# 잡종

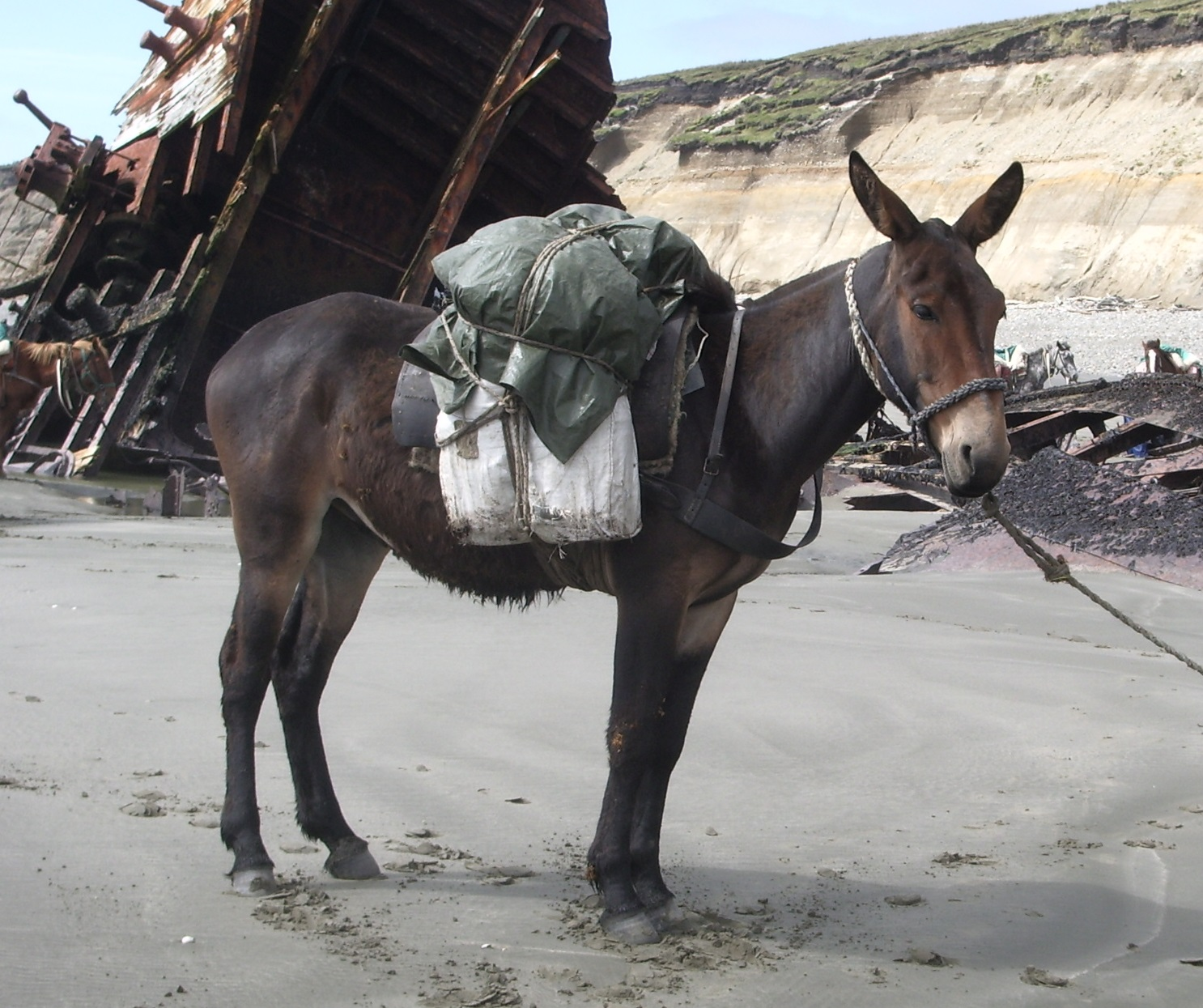
노새는 당나귀 수컷과 말 암컷의 교배의 산물이다.

잡종(雜種, hybrid)은 생물학에서 다음 두 가지 뜻으로 사용된다.
첫 번째는 서로 다른 계통 간의 교배로 태어난 동물이나 식물을 뜻한다. 같은 속에 속하는 다른 종 사이의 잡종을 종간잡종이라 하고, 같은 종 내의 다른 아종 사이의 잡종을 종내잡종이라고 한다. 서로 다른 속 사이의 잡종이나 드물긴 하지만 서로 다른 과 사이의 잡종도 발견된다. 두 번째는 동일 종 내에서 서로 다른 품종이나 재배종 사이의 교잡종을 말한다. 생김새가 상당히 다른 동물들 끼리도 교배가 되는 것은 공통조상에서 진화하였음을 보여주는 진화의 생생한 증거로 간주된다.
종은 유전적 및 형태학적 차이, 번식력의 차이, 짝짓기 행동 및 단서, 정자 세포 또는 발달 중인 배아의 생리학적 거부를 포함하는 혼성화에 대한 강력한 장벽에 의해 생식적으로 격리된다. 일부는 수정 전에 행동하고 다른 일부는 수정 후에 행동한다. 개화 시기, 꽃가루 매개체, 꽃가루관 성장 억제, 체세포 불임, 세포질 생성 웅성 불임 및 염색체 구조의 차이 등 식물에도 유사한 장벽이 존재한다. 그러나 일부 동물종과 많은 식물종은 잡종 종분화의 결과이며, 염색체 수가 두 배로 늘어난 밀과 같은 중요한 작물을 포함한다.
환경에 대한 인간의 영향으로 인해 지역 종 간의 이종 교배가 증가했으며, 전 세계적으로 도입된 종의 확산으로 인해 교배도 증가했다. 이러한 유전적 혼합은 많은 종의 멸종을 위협할 수 있으며, 작물의 단일 재배로 인한 유전적 침식은 미래 번식을 위한 많은 종의 유전자 풀을 손상시킬 수 있다. 종종 의도적인 인간 매개 잡종화의 한 형태는 야생종과 가축종의 교배이다. 이는 전통적인 원예와 현대 농업 모두에서 흔히 발생한다. 상업적으로 유용한 많은 과일, 꽃, 정원 허브 및 나무가 교배를 통해 생산되었다. 그러한 꽃 중 하나인 큰달맞이꽃(Oenothera lamarckiana)은 돌연변이와 배수성에 대한 초기 유전학 연구의 중심이었다. 또한 가축 및 애완동물 거래에서 더 자주 발생한다. 일부 잘 알려진 야생×국내 잡종으로는 비팔로와 울프독이 있다. 인간이 가축화된 동식물을 선택적으로 육종함으로써 독특한 품종이 개발되었다.
선사 시대에도 잡종(혼혈)이 존재했다. 예를 들어, 네안데르탈인과 해부학적 현생인류는 최근 40,000년 전에 상호교배된 것으로 생각된다.
신화적 잡종은 미노타우로스, 동물, 인간, 켄타우로스와 스핑크스와 같은 신화 속 짐승의 혼합, 그리고 타락한 천사의 사악한 아들과 매력적인 여성으로 묘사되는 성경 외경의 네피림과 같은 다양한 형태로 인간 문화에 나타난다.
호모 사피엔스의 탄생에 돼지와의 잡종이 기여했다고 보는 유전학자도 있다.

## 예
- 노새 - 암컷 말과 수컷 당나귀 간의 잡종
- 버새 - 수말과 암탕나귀 간의 잡종
- 비팔로 - 소와 아메리카들소 사이의 잡종.
- 회색곰-북극곰 잡종 - 회색곰과 북극곰 사이의 잡종.
- 개과 잡종 - 개과에 속하는 코요테, 이리, 개, 사이의 잡종. 개와 늑대는 같은 종으로 분류되므로, 이 사이의 잡종인 늑대개는 종간잡종은 아니다.
- 라이거, 타이곤, 레오폰 등의 표범속 잡종
- 홀핀 - 수컷 흑범고래와 암컷 큰돌고래 사이의 잡종
- 슈누후 - 수리부엉이와 흰올빼미사이의 잡종.
- 사바나캣 - 수컷 서벌 + 암컷 집고양이.
- 카라캣 - 수컷 카라칼 + 암컷 집고양이.
- 보노보와 침팬지: 보노보#잡종

### 교잡종의 예
- 한라봉
- 통일개

## 같이 보기
- 키메라 (유전학)
- 처녀생식
- 근친교배
- 이종이식
- 수평적 유전자 이동
- 아그로박테리움
- 순종 (생물학)
- 품종개량